# Armando Llamas
Pour les articles homonymes, voir Llamas.
Armando Llamas, né à Campo y Santibáñez, Cuadros, province de León en Espagne, le 20 février 1950 et mort à Paris 13e le 29 mai 2003, est un dramaturge espagnol. Il a écrit en espagnol et en français.

## Biographie
Armando Llamas émigre en Argentine avec ses parents, à l'âge de un an. Il réalise ses premières expériences artistiques et théâtrales en Argentine, malgré la dictature de la junte militaire qu'il doit affronter quotidiennement, du fait de son homosexualité. En 1970, il revient avec sa famille en Espagne où la dictature franquiste lui semble encore plus insupportable. Il se tourne alors vers la France. Il vient vivre à Paris à partir de 1973. Il y rencontre Claude Régy, dont il devient l'assistant. Il fréquente alors l'intelligentsia parisienne (Marguerite Duras, Nathalie Sarraute) mais aussi, et surtout, la communauté argentine : Copi, Arrabal, Jorge Lavelli, Marcia Moretto pour qui il écrit cinq spectacles…
Llamas écrit son œuvre théâtrale en français. Certaines de ses pièces sont montées par Stanislas Nordey, Philippe Adrien ou Michel Didym. Il collabore à la Mousson d'été, festival des écritures contemporaines à Pont-à-Mousson. Il ébauche alors un grand cycle théâtral, L'Amour renaît des os brûlés des Sodomites qu'il ne peut achever : malade du sida, il meurt à Paris, en 2003, frappé d'une embolie cérébrale. Un hommage public lui est rendu à Théâtre Ouvert auquel participent tous ses amis et de grands noms du théâtre contemporain. Son œuvre est principalement éditée aux éditions Les Solitaires intempestifs (Besançon).
Il est inhumé au cimetière du Père-Lachaise (11e division).

## Œuvre théâtrale
- Lisbeth est complètement pétée
- Gustave n'est pas moderne
- Tahafôt al Tahafôt
- 14 pièces piégées
- Meurtres de la Princesse juive
- Pièces autobiographiques
- L'Amour renaît des os brûlés des Sodomites
- No way Veronica